# Ярхушта
Ярхушта (на арменски: Յարխուշտա) e арменски народен танц. Характерен е за височините в региона на Сасон в Западна Армения. Споменава се от произведенията на Мовсес Хоренаци, Фауст Византийски и Григор Магистрос.
Танцът крие своите корени в Средновековието. Изпълнявал се е от арменските войници преди битка. Категоризира се като „пляскащ танц“.